# 流れ雲 (石坂智子の曲)
「流れ雲」（ながれぐも）は1981年4月21日に東芝EMI（現：ユニバーサルミュージックLLC）より発売された歌手、石坂智子の通算4枚目となるシングル楽曲である。レコード番号はTP-17127。

## 概要
- 前作「ふたりの恋はABC」とは一転し、1970年代に一世を風靡したフォークソング風の楽曲になっている。

## 収録曲
全作曲：伊藤薫、全編曲：鈴木茂

1. 流れ雲(3'58")
  - 作詞：伊藤薫
2. にがい方が好き(3'41")
  - 作詞：竜真知子

## 収録アルバム
- 流れ雲　（1981年6月5日発売）　発売元：東芝EMI
- ベストアルバム　（1981年12月1日発売） 　発売元：東芝EMI